# 圣莱昂 (阿列省)
圣莱昂（法語：Saint-Léon，法語發音：[sɛ̃ leɔ̃]）是法国阿列省的一个市镇，位于该省东部，属于维希区。

## 地理
圣莱昂（46°24'9"N, 3°41'12"E）面积33.62 平方千米，位于法国奥弗涅-罗讷-阿尔卑斯大区阿列省，该省份为法国中部省份，北起涅夫勒省、西北接谢尔省，西南至克勒兹省，南至多姆山省，东南临卢瓦尔省，东临索恩-卢瓦尔省。
与圣莱昂接壤的市镇（或旧市镇、城区）包括：沙泰尔佩龙、列尔诺勒、蒙孔布鲁莱米讷、鲁东河畔萨利尼、索尔比耶、沃马。

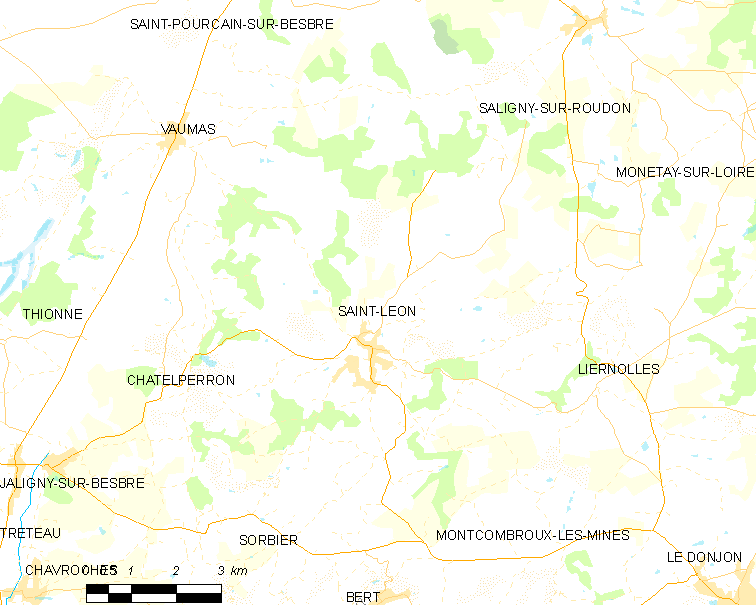
的OSM定位图

圣莱昂的时区为UTC+01:00、UTC+02:00（夏令时）。

## 行政
圣莱昂的邮政编码为03220，INSEE市镇编码为03240。

## 政治
圣莱昂所属的省级选区为穆兰第二县。

## 人口

1962-2008年间人口变化图示

圣莱昂于2022年1月1日时的人口数量为533人。